# ريتشارد ودمان
ريتشارد ودمان (بالإنجليزية: Richard Woodman)‏ (1944، لندن في المملكة المتحدة)؛ مؤرخ، كاتب وروائي بريطاني.